# Banyutus elisabethanus
Banyutus elisabethanus is een insect uit de familie van de mierenleeuwen (Myrmeleontidae), die tot de orde netvleugeligen (Neuroptera) behoort. 
Banyutus elisabethanus is voor het eerst wetenschappelijk beschreven door Navás in 1925.